# Albert Celades
Albert Celades López (Barcelona, 1975. szeptember 29. –) spanyol válogatott labdarúgó, edző.

## Pályafutása
A Barcelona akadémiáján nevelkedett. Itt először a B csapatban, majd a felnőttek között bizonyíthatott. 1995. szeptember 30-án a Real Madrid ellen debütált a felnőtt keretben, a 71. percben Roger García helyére érkezett. Két fordulóval később a Real Betis ellen megszerezte első gólját a csapatban. Az 1997–98-as szezonban 36 bajnokin lépett pályára, és UEFA-szuperkupa győzelmet szerzett a klubbal. A német Borussia Dortmund ellen oda-vissza vágós rendszerben 3-1-es összesítéssel nyerték meg a döntőt.
1999 nyarán a Celta Vigo együttesébe igazolt és a Real Oviedo ellen mutatkozott be. A szezonbeli egyetlen gólját a Real Madrid ellen szerezte meg. A következő évben a Real Madrid játékosa lett és 2002-ben bajnokok ligáját nyertek. A 2003-04-es szezont a francia Bordeaux csapatánál töltötte kölcsönben. 2005 és 2008 között a Real Zaragoza klubjának a labdarúgója volt. Itt spanyol kupa döntőt játszott. Szerződése lejártát követően az amerikai New York Red Bulls csapatába igazolt. A Houston Dynamo ellen debütált és az egyetlen gólját a Toronto FC ellen szerezte meg. 2010-ben már a Kitchee SC alkalmazásában állt korábbi csapattársával, Agustín Aranzáballal. A bajnokságban nem lépett pályára.

## Válogatott
1998. június 3-án az északír labdarúgó-válogatott elleni felkészülési mérkőzésen debütált a válogatottban. Tagja volt a válogatottnak az 1998-as labdarúgó-világbajnokságon részt vevő csapatnak. A tornán a nigériai labdarúgó-válogatott és a paraguayi labdarúgó-válogatott ellen lépett pályára. 2000. szeptember 2-án a bosnyákok ellen lépett utoljára pályára a válogatottban.

## Menedzserként
2013-ban a spanyol U16-os válogatott szövetségi kapitánya lett, majd 2014-től az U21-es válogatottat irányítja. Rövid ideig a spanyol U17-es válogatott kapitánya is volt, majd 2018-ban a felnőtt válogatottnál asszisztensi pozíciót töltött be. Ugyanebben az évben a Real Madrid csapatánál Julen Lopetegui másodedzője volt. 2019. szeptember 11-én a Valencia edzőjének nevezték ki, Marcelino García Toralt váltotta. 2020. június 29-én menesztették.

## Sikerei, díjai
- Barcelona
  - Kupagyőztesek Európa-kupája: 1996–97
  - UEFA-szuperkupa: 1997
  - Spanyol bajnok: 1997–98, 1998–99
  - Spanyol kupa: 1996–97, 1997–98
  - Spanyol szuperkupa: 1996
- Real Madrid
  - UEFA-bajnokok ligája: 2001–02
  - UEFA-szuperkupa: 2002
  - Spanyol bajnok: 2001–02, 2002–03
  - Interkontinentális kupa: 2002
  - Spanyol szuperkupa: 2001

## Edzői statisztikái
2021. június 29-én lett frissítve.
| Csapat            | Nemzet        | –tól                 | –ig               | Mérleg     | Mérleg | Mérleg | Mérleg | Mérleg | Mérleg |
| M                 | GY            | D                    | V                 | Győzelem % |        |        |        |        |        |
| ----------------- | ------------- | -------------------- | ----------------- | ---------- | ------ | ------ | ------ | ------ | ------ |
| Spanyolország U16 | Spanyolország | 2013. július 1.      | 2014. május 7.    | 2          | 1      | 0      | 1      | 50     |        |
| Spanyolország U21 | Spanyolország | 2014. május 7.       | 2018. július 18.  | 34         | 24     | 6      | 4      | 70.59  |        |
| Spanyolország U17 | Spanyolország | 2017. július 1.      | 2017. október 26. | 4          | 3      | 1      | 0      | 75     |        |
| Valencia          | Spanyolország | 2019. szeptember 11. | 2020. június 29.  | 41         | 15     | 12     | 14     | 36.59  |        |
| összesen          | összesen      | összesen             | összesen          | 81         | 43     | 19     | 19     | 53.09  |        |